# Aphyocypris chinensis
Aphyocypris chinensis és una espècie de peix cipriniforme de la família dels ciprínids.

## Morfologia
- Els mascles poden assolir 6 cm de longitud total.[3][4]

## Hàbitat
És un peix d'aigua dolça i de clima temperat.

## Distribució geogràfica
Es troba a Àsia: el Japó, Corea i la Xina.